# کاکتوس کاج‌میوه
کاکتوس کاج‌میوه (نام علمی: Strombocactus) نام یک سرده از تبار کاکتوسی‌تباران است.